# Porstjärnen (Gagnefs socken, Dalarna)
Porstjärnen är en sjö i Gagnefs kommun i Dalarna och ingår i Dalälvens huvudavrinningsområde.